# 81-я стрелковая дивизия (1-го формирования)
81-я стрелковая дивизия — стрелковое (позже моторизованное) соединение РККА Вооружённых Сил СССР, до и во время Великой Отечественной войны.
В действующей армии в период c 22 июня 1941 года по 27 сентября 1942 года.
Сокращённое действительное наименование — 81 сд и 81 мд.

## История
Стрелковая дивизия сформирована в 1923 году в Калуге как 81-я Калужская стрелковая дивизия на основе 19-й стрелковой дивизии, 35-й стрелковой дивизии, 1-й и 4-й Туркестанских стрелковых дивизий. В 1925 году имела в своём составе управление, 241-й Калужский, 242-й Козельский, 243-й Медынский стрелковые полки.
В 1939 году на базе подразделений дивизии развёрнута 139-я стрелковая дивизия.
16 сентября 1939 года дивизия в составе 8-го стрелкового корпуса вошла в состав Шепетовской армейской группы, 18 сентября — в состав Северной армейской группы, 28 сентября — в состав 5-й армии Украинского фронта. Принимала участие в Польской кампании (во время которой из 45-й стрелковой дивизии в неё вошёл 202-стрелковый полк взамен 253-го).
2 октября 1939 года дивизия была в составе 8-го стрелкового корпуса 5-й армии Украинского фронта.
В марте 1940 года переформирована в 81-ю моторизованную Калужскую дивизию. В июне — июле этого года принимала участие в в военном походе Красной Армии в Румынию, в Бессарабию в составе Южного фронта.
На 22 июня 1941 года дислоцировалась во Львове (Яновские лагеря). В ночь на 22 июня 1941 года покинула свой летний лагерь и к 16.00 22 июня заняла район сосредоточения — Лелехувка — Высока Гура — Янув. 202-й моторизованный полк остался в городе Львов для поддержания порядка.
С 24 июня 1941 года мотодивизия вела бой с 71-й пехотной дивизией за Немирув. В контрударе было потеряно 36 БТ-7.
25 июня 1941 года дивизия вошла в подчинение 6-го стрелкового корпуса. 25—26 июня в районе Краковец (западнее Яворова) наносила контрудар вдоль шоссе на Яворов, понесла большие потери в бою с 257-й пехотной дивизией, лишилась артиллерии. Часть сил попала в окружение, лишь небольшие группы и отдельные бойцы смогли вырваться, переправившись вплавь через реку Шкло. В этом окружении попала в плен и пропала без вести большая часть командного состава, включая командира, заместителя и начальника штаба дивизии.
На 29 июня отступала ко Львову (находилась в районе Грудек Ягельоньски). На 30 июня на подступах к Львову, выведена в резерв фронта и продолжала отступление по направлению к Золочеву.
На 11 июля 1941 года занимала позиции на шоссе Любар — Казатин южнее Янушполя.
29 июля 1941 года переформирована в городе Лубны в 81-ю стрелковую дивизию. На начало августа 1941 года формирование занимало позиции на северном фланге Киевского укрепрайона, насчитывая в своём составе всего около 3500 человек.
C 4 сентября 1941 года, не закончив доукомплектование, начала перебрасываться под Кременчуг с целью препятствия окружению группы советских войск в районе Киева и 9—10 сентября с ходу атаковала противника и продвинулась на 5—10 километров. 12 сентября подверглась удару 1-й танковой группы противника, понесла большие потери и остатками начала отход вдоль реки Псёл, вышла из окружения и передислоцирована в район города Ахтырка для доукомплектования.
Зимой—весной 1941—1942 годов занимала позиции по реке Северский Донец. В мае 1942 года вела ожесточённые оборонительные бои в районе Харькова. Летом 1942 года отражала наступление войск противника в Донбассе и большой излучине Дона.
С 14 июля 1942 года части дивизии, выходя из боя самостоятельно, переправлялись на восточный берег реки Дон в районах Цимлянское и Константиновка и 30 июля соединились в хуторе Безымянный. После понесённых потерь дивизия насчитывала 1095 человек личного состава. 31 июля дивизия совершила марш на станцию Овечка, где по приказу штаба 9-й армии передала 254 человека личного состава 242-й стрелковой дивизии и 509 человек 318-й горнострелковой дивизии. Оставшийся начсостав 5 августа был отправлен в город Орджоникидзе на формирование и 13 августа сосредоточился в колонии Михайловская.
Приказом командующего Сталинградским фронтом от 2 августа 1942 года 81-я стрелковая дивизия была расформирована.

## В составе
- Московский военный округ
- Юго-Западный фронт, 6-я армия, 4-й механизированный корпус — на 22.06.1941 года.
- Юго-Западный фронт, 4-й механизированный корпус — на 01.07.1941 года.
- Юго-Западный фронт, 26-я армия (СССР) — на конец августа 1941 года.
- Юго-Западный фронт, 40-я армия (СССР), 5-й кавалерийский корпус — на сентябрь 1941 года.
- Юго-Западный фронт, 21-я армия — на 01.10.1941 года.
- Юго-Западный фронт, 38-я армия — на 01.04.1941 года.
- Юго-Западный фронт, 9-я армия — на 01.07.1941 года.

## Состав
На 1925 год:
- Управление дивизии
- 241-й Калужский стрелковый полк
- 242-й Козельский стрелковый полк
- 243-й Медынский стрелковый полк[8]

На 1935 год:
- Управление дивизии (станция Колодищи)
- 241-й Калужский стрелковый полк (станция Колодищи)
- 242-й Козельский стрелковый полк (станция Колодищи)
- 243-й Медынский стрелковый полк (станция Колодищи)
- 81-й артиллерийский полк (станция Колодищи)[9]

На 1937 год:
- Управление дивизии
- 25-й стрелковый полк (бывший 241-й) (до 12.1938)[10]
- 280-й стрелковый полк
- 323-й стрелковый полк

### Как 81-я моторизованная дивизия
- Управление дивизии
- 202-й мотострелковый полк
- 323-й мотострелковый полк
- 53-й танковый полк
- 125-й артиллерийский полк
- 84-й противотанковый дивизион
- 79-й отдельный зенитно-артиллерийский дивизион
- 58-й разведывательный батальон
- 66-й отдельный сапёрный батальон
- 102-й отдельный батальон связи
- 198-й артиллерийский парковый дивизион
- 90-й медико-санитарный батальон
- 177-я дивизионная артиллерийская ремонтная мастерская
- 80-я отдельная ремонтно-восстановительная бригада
- 98-й автотранспортный батальон
- 19-я рота регулирования
- 74-я полевая хлебопекарня[5]
- 166-я полевая почтовая станция
- 358-я полевая касса Госбанка

### Как 81-я стрелковая дивизия
- Управление дивизии
- 202-й стрелковый полк
- 323-й стрелковый полк
- 53-й стрелковый полк
- 667-й (125-й) артиллерийский полк
- 84-й отдельный истребительно-противотанковый дивизион
- 58-я разведывательная рота
- 66-й сапёрный батальон
- 102-й отдельный батальон связи
- 90-й медико-санитарный батальон
- 98-й автотранспортный батальон[11]
- 79-й отдельный зенитно-артиллерийский дивизион
- 177-я дивизионная авторемонтная мастерская
- 74-я полевая хлебопекарня
- 242-я полевая почтовая станция
- 358-я полевая касса Госбанка[1]

## Укомплектованность
- на 1.05.1941 года: БТ-7 линейные — 128, БТ-7 радио — 110, Т-40 — 10, Т-37/38 — 7 (ещё 21 танк находился в ремонте), БА-10 — 18, БА-20 — 25.
- на 22.06.1941 года: БТ-7 — 75, БТ-7М — 195, Т-40 — 10, Т-37/38 — 7, БА-10 — 18, БА-20 — 25.

## Командование
Командиры
- Семашко, Валентин Владиславович (10.01.1929 — 16.04.1930)
- Давидовский, Яков Львович (05.1930 — 05.1931)
- Андросюк, Николай Иванович (1936—1937), комбриг
- Дронов, Николай Сергеевич (08.1937 — 23.07.1938), полковник, с 17.02.1938 комбриг (с августа 1937 по январь 1938 врид командира)
- Кондрусев, Семён Михайлович (23.07.1938 — 12.1939), полковник
- Варыпаев, Пётр Михайлович (20.07.1940 — 26.06.1941), полковник
- Якимов, Степан Иванович (26.06.1941 — 05.07.1941), полковой комиссар
- Николаев, Андрей Павлович (06.07.1941 — 01.01.1942), полковник
- Смирнов, Василий Степанович (02.01.1942 — 15.02.1942), генерал-майор
- Горюнов, Кузьма Ильич (17.01.1942 — 27.02.1942), генерал-майор
- Дривен, Владимир Иванович (28.02.1942 — 16.04.1942), полковник
- Пименов, Фёдор Алексеевич (17.04.1942 — 09.07.1942), полковник
- Завьялов, Григорий Георгиевич (10.07.1942 — 14.08.1942), подполковник
- Соколов, Александр Григорьевич (15.08.1942 — 27.09.1942), подполковник[12]

Заместители командира дивизии, НШ дивизии
- Герман, ( — 13.09.1941 ранен) подполковник

## Известные люди, связанные с дивизией
1. Севастьянов, Пётр Андреевич 9.1921 —12.1924 помощник командира дивизии. Впоследствии советский военачальник, генерал-майор (1940).